# OScar

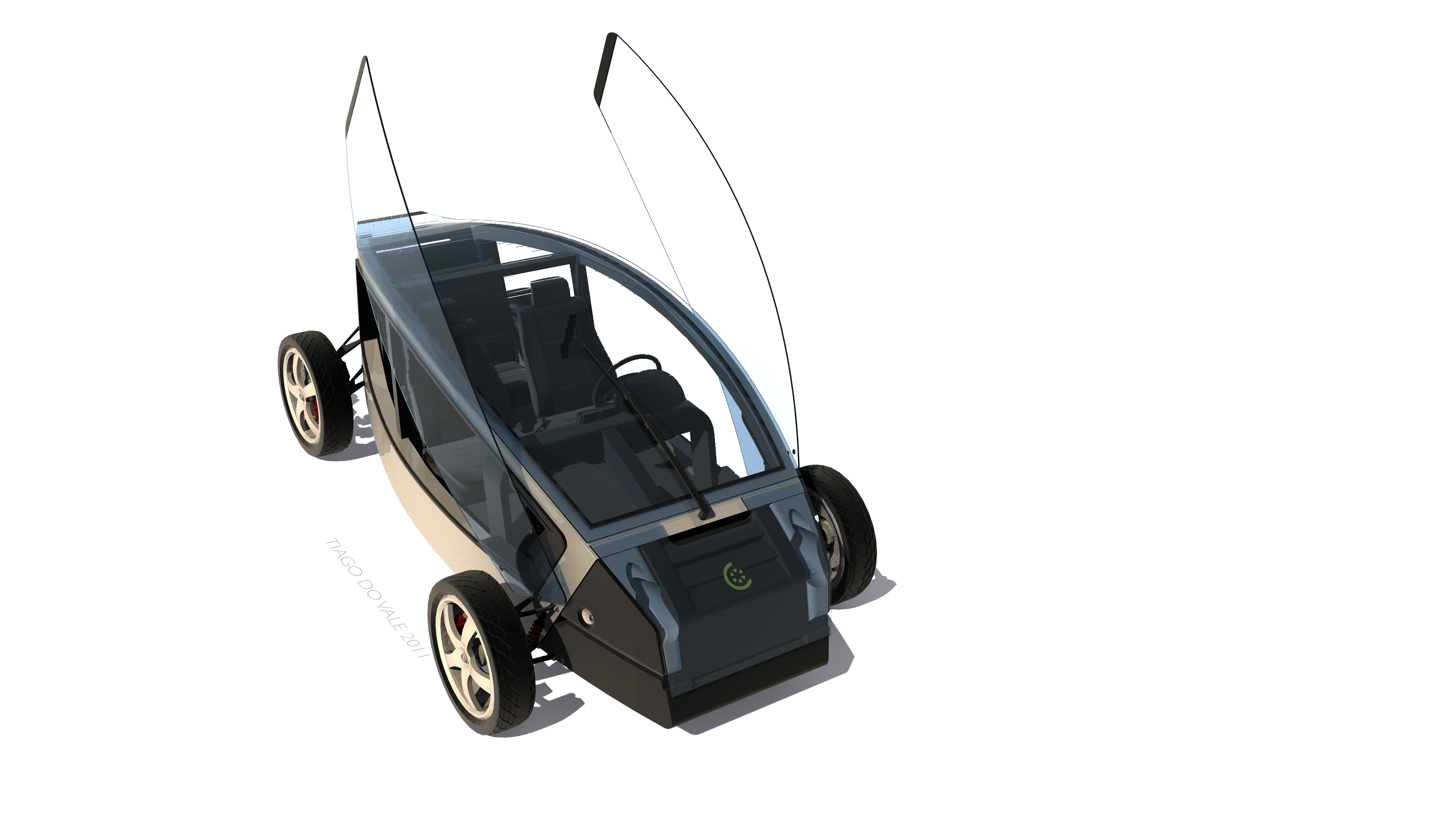
Designstudie

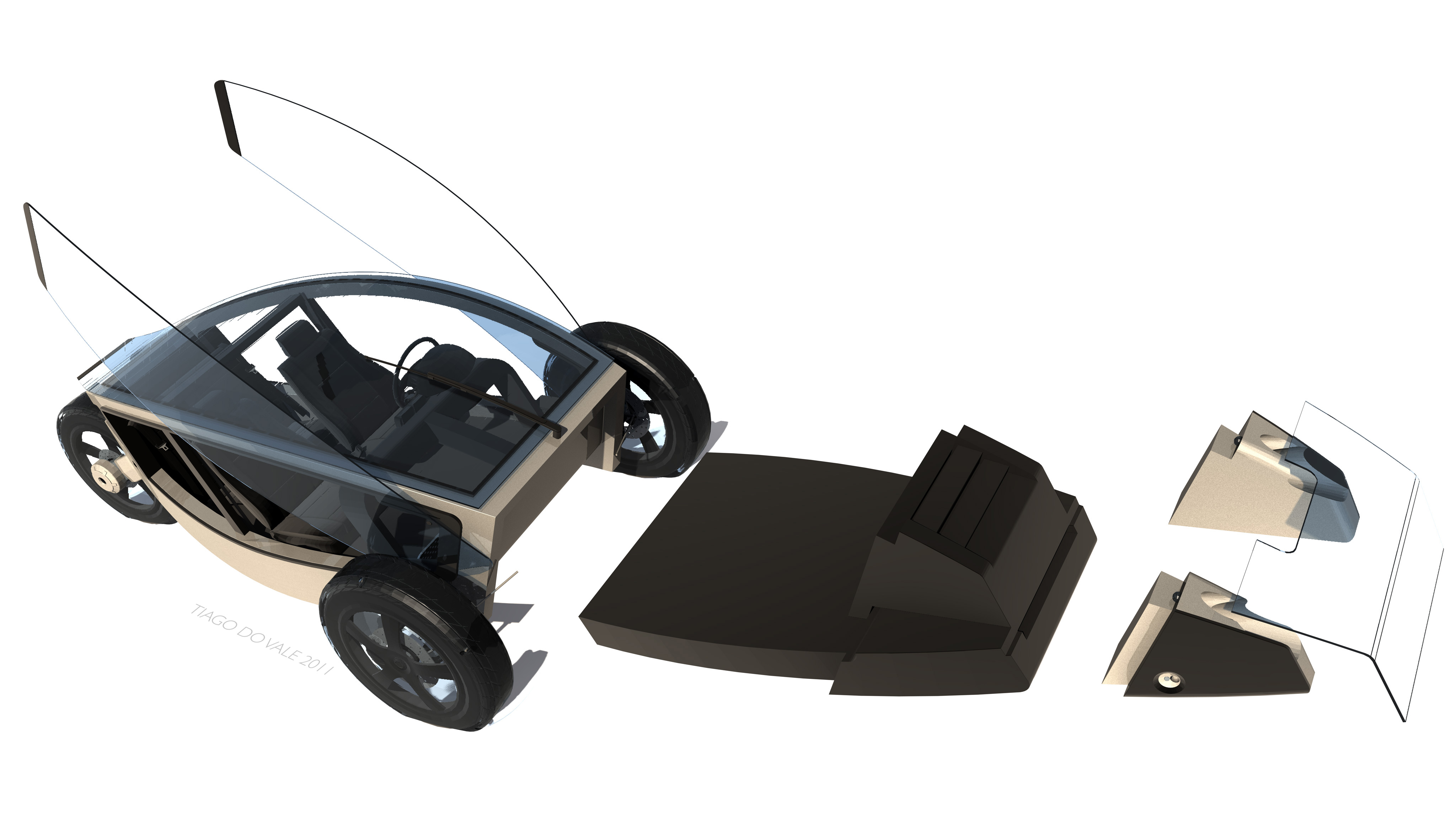
Designstudie

OScar (als Abkürzung für Open Source car) war ein Freie-Hardware-Projekt, das sich zum Ziel gesetzt hatte, ein Auto komplett im Internet zu entwickeln. Es sollte nur im Computer mit Hilfe freier Mitarbeiter entworfen werden. Dabei sollte das Fahrzeug nicht nur Innovationsträger sein, sondern auch die Voraussetzungen bieten, überall auf der Welt gebaut werden zu können und trotzdem ein Maximum an Leistung zu bieten.
Dabei sollte sowohl die benutzte Software als auch die Hardware den Kriterien von Open Source unterliegen, so dass jeder das Projekt vollständig nachverfolgen kann, sowie ggf. auch die Pläne zum Bau eines eigenen Autos benutzt werden können. Dadurch bedingt gab es freien Zugriff auf Konzepte, Konstruktion, Design – und die Freiheit, diese zu verfeinern und zu verbessern.
Gewollter Nebeneffekt dabei war, dass ähnliche, künftige Entwicklungsprojekte sich nicht nur auf die Erfahrungen aus diesem Projekt in sozialer und kommunikativer Art stützen können, sondern auch die dabei genutzte Software durch den Open-Source-Ansatz in eigenen Projekten weiterentwickelt werden können und sollen.

## Geschichte
Gestartet wurde das Projekt 1999 von Markus Merz, einem ehemaligen Angestellten von BMW. Es musste wenig später wegen zu hohen Verwaltungsaufwands abgebrochen werden. Wegen damals anhaltendem Interesse ist es erneut in der Version 0.2 gestartet worden. Inzwischen ist das Projekt eingestellt. Einen ähnlichen Ansatz bietet das Projekt TABBY EVO, welches ebenfalls ein Open-Source-Auto zum Ziel hat.

## Konzept
Das Auto sollte laut einem Konzeptentwurf folgende Eigenschaften aufweisen:
- eine Länge von 4 m bei einer Breite von 1,75 m und einer Höhe von 1,55 m
- Radstand 2,5 m
- Erfüllung aller internationalen Sicherheitsstandards
- ein Gewicht von rund einer Tonne
- Elektroantrieb oder ökologisch neutraler Antrieb (z. B. Biodiesel)
- Höchstgeschwindigkeit 145 km/h
- Reichweite mindestens 500 km
- durch Einsatz verschiedener Module flexibel gestaltbar, aber auf minimal notwendige Komplexität begrenzt
- das Konstruktionsprinzip Form follows function